# Porodično nasilje u lezbejskim vezama
Porodično nasilje u lezbijskim odnosima  ili partnersko nasilje u lezbijskim odnosima, je model nasilnog i prisilnog ponašanja u ženskim istopolnim odnosima u kojima lezbijka, ili druga ne-heteroseksualna žena teži da kontroliše misli, uverenja ili ponašanje svog ženskog intimnog partnera. U slučaju više formi nasilja nad partnerom, često se naziva i lezbijsko batinanje.

## Prevalenca
Problem porodičnog nasilja među lezbijkama je postao ozbiljna društvena briga, ali ova tema biva često zanemarena, kako u akademskim analizama tako i u ustanovama koje se bave zaštitom žena koje trpe nasilje.
U Enciklopediji o viktimologiji i prevenciji zločina navodi se da iz više metodoloških razloga - procedurama neslučajnog uzrokovanja i samoizbornim faktorima, među drugima - nije moguće odrediti stepen istopolnog porodičnog nasilja. Studije o nasilju između gej muškaraca ili lezbijskih partnera obično se zasnivaju na malom, prigodnom uzorku kao što su članovi određene asocijacije.  Neki izvori navode da gej i lezbijski parovi doživljavaju porodično nasilje u istoj učestalosti kao heteroseksualni parovi, dok drugi izvori navode da je porodično nasilje među gejevima, lezbijkama i biseksualnim individuama čak i zastupljenije nego među heteroseksualnim individuama, ali da je manje verovatno da će isto nasilje prijaviti nego heteroseksualni parovi, a neki i da lezbijski parovi doživljavaju manje nasilja od heteroseksualnih parova. Nasuprot tome, neka istraživanja pretpostavljaju da lezbijski parovi proživljavaju nasilje u istoj meri kao heteroseksualni parovi, ali da su suzdržanije u prijavi istih od gej muških parova.
Državna anketa za intimna partnerstva i seksualno nasilje iz 2010. Centra za kontrolu i prevenciju bolesti (CDC) izvestila je celoživotnu zastupljenost silovanja, fizičkog nasilja ili proganjanja od strane intimnog partnera, prvi put se fokusirajući na viktimizaciju prema seksualnoj orijentaciji. U njihovoj studiji nađena je prisutnost viktimizacije od 43,8 procenata kod lezbijki, što ih čini drugom najugroženijom grupom nakon biseksualnih žena (61,1 procenat), ispred biseksualnih muškaraca (37,3 procenata), heteroseksualnih žena (35 procenata) i homoseksualnih muškaraca (26 procenata). 67,4% lezbijskih žena navelo je da je doživelo nasilje u intimnom partnerstvu samo od ženskih počinioca.
Problem porodičnog nasilja među lezbijskim parovima možda prolazi nedovoljno prijavljen usled društvenih konstrukata rodnih uloga koje nalažu da žene igraju određenu ulogu u zajednici; nasilje počinjeno od strane žena možda je zapostavljeno usled uverenja da je socijalni konstrut muškosti primarni izvor nasilja. Usled različitih formi diskriminacije, homofobije, heteroseksizma kao i uverenja da je heteroseksualnost normativna u društvu, porodično nasilje je okarakterisano kao između muškog počinitelja i ženske žrtve. Ovo doprinosi brisanju svog partnerskog nasilja počinjenog od strane žena. Dalje, strah od osnaživanja negativnih stereotipa može prouzrokovati da neki članove zajedice, aktivisti i žrtve poriču zastupljenost nasilja među lezbijkama. Udruženja za socijalni rad su često nevoljni da pomognu žrtvama porodičnog nasilja počinjenog od strane žena. Počinioci partnerskog nasilja u lezbijskim vezama imaju manju verovatnoću da budu krivično gonjeni.
U nastojanju da se prevaziđe porodično nasilje u lezbijskim vezama, aktivisti za zlostavljane žene često se koncentrišu na sličnosti između homoseksualnih i heteroseksualnih porodičnih nasilja. Glavni cilj aktivista jeste da legitimizuje lezbijsko partnersko nasilje kao stvarno nasilje i validira iskustvo žrtava tog nasilja.

### Drugi faktori nepouzdanosti
Literatura i istraživanje o partnerskom nasilju u lezbijskim vezama su relativno ograničeni, posebno u Sjedinjenim Američkim Državama, Velikoj Britniji i Australiji. Ovo je rezultat više faktora kao što su "različite definicije porodičnog nasilja, neslučajne, samoizabrane i oportunističke metode prikupljanja uzorka (često na nivou agencije ili organizacije, ili zalažući se za učesnike koji su iskusili nasilje) kao i drugačije metode i tipovi prikupljenih podataka." Ovo uzrokuje da rezultati budu nepouzdani, time otežavajući pravljenje opštih pretpostavki o stepenu u kom lezbijke doživljavaju porodično nasilje. Ovo je uslovilo da se stepen nasilja u lezbijskim vezama procenjuje između 17 i 73 procenta 1990-ih, što je prevelika skala da bi moglo i sa kakvom preciznošću da se odredi prisutnost lezbijskog nasilja u zajednici.
S obzirom da nisu sve lezbijke otvorene oko svoje seksualnosti, veliki, nasumični uzoci su teški za nalaženje i time nije moguće uvideti opšti trend u široj lezbijskoj zajednici. Istraživački uzorci su obično manji, uzrokujući da stopa prijavljivanja nasilja bude niža nego što možda u realnosti jeste. Ovo je "rezultat nevidljivosti takvog nasilja i straha od homofobičnih reakcija".
Teorijska analiza partnerskog nasilja u lezbijskim vezama je pitanje velike debate. Popularni pristupi uglavnom diskutuju „mogućnost poređenja nasilja u lezbijskim i mušim gej vezama (istopolno nasilje) ili se pozivaju na feminističke teorije rodnih relacija moći, poredeći partnersko nasilje među lezbijkama sa heteroseksualnim ženama”. Neki teoretičari argumentuju da gej muškarci i lezbijke i dalje internalizuju feminina i maskulina ponašanja, uzrokujući lezbijke da „oponašaju tradicionalne heteroseksualne odnose” i stvaraju jasnu dinamiku moći među dominantnim i submisivnim partnerom.

## Oblici
Obim partnerskog nasilja među lezbijskim vezama pokazuje šablone zastrašivanja, prinude, terorisanja ili nasilja koje postiže uvećanje moći počinitelja i kontrolu nad svojim partnerom. Oblici porodičnog nasilja u lezbijskim vezama uključuju fizičko zlostavljanje kao što je udaranje, davljenje ili korišćenje oružja; emocionalno zlostavljanje kao što je laganje, zapostavljanje, ponižavanje, zastrašivanje pretnjama kao što su pretnje žrtvi, njihovoj porodici ili ljubimcima; seksualno zlostavljanje, kao što je prinuda na seksualni čin ili odbijanje upražnjavanja zaštićenog seksa; uništavanje imovine kao što je vandalizacija mesta stanovanja, oštećenje nameštaja, odeće, ličnih predmeta; ekonomsko, kao što je upravljanje novcem žrtve i prisila na finansijsku zavisnost. Pored toga, psihološko zlostavljanje se dosta učestalo javlja među lezbijskim žrtvama. Studije ukazuju da je šamaranje najčešći oblik fizičkog zlostavljanja, dok su prebijanje i napad oružjem manje frekventni. Seksualno zlostavljanje među lezbijkama je procenjeno na čak 55 procenata. Najčešći tip jeste prinudno ljubljenje, dodirivanje grudi i genitalija kao i oralna, analna i vaginalna penetracija. 80 procenata žrtvi prijavilo je psihološko i verbalno zlostavljanje. Takođe je manje verovatno da lezbijke koriste fizičku silu ili pretnje nego gej muškarci.

## Doprinoseći faktori

### Opšti
Faktori koji doprinose partnerskom nasilju uključuju uverenje da je zlostavljanje (fizičko ili verbalno) prhvatljivo, zloupotreba supstanci, nezaposlenost, problemi sa mentalnim zdravljem, nedostatak koping mehnizama, izolacija i prekomerna zavisnost od zlostavljača. Faktori specifični za lezbijske odnose kao što su emocionalna izolacija i manjak društvenih veza usled heteroseksizma i homofobije, stres manjinskih grupa i ponovna viktimizacija žena koje su pređašnje proživele nasilje. Politički kontekst homofobije i heteroseksizma je neophodan za razumevanje iskustva partnerskog nasilja u lezbijskim vezama. Na primer, institucije za mentalno zdravlje i dalje često održavaju homofobična uverenja koja ograničavaju usluge obezbiđene žrtvama.  Ove žrtve doživljavaju nasilje u kontekstu sveta koji nije samo mizogin već i homofobičan.

### Stigme prema lezbijkama
Lezbijski parovi često doživjavaju društvenu stigmu protiv sebe, uključujući iskustva diskriminizacije i predrasuda, kao i faktori stresa manjinskih grupa koji mogu uključivati strah od autovanja, internalizovanu homofobiju i buč/fem identitete.

### Internalizovana homofobija
Počiniteljka nasilja može koristiti internalizovanu homofobiju svoje partnerke kako bi opravdala svoje nasilje. Ovo može prouzrokovati opštu nenaklonost ili negativnu opservaciju lezbijskog identiteta, kako sebe tako i drugih. Ovo ponašanje se opisuje kao horizontalna hostilnost, odnosno manjinske grupe koje postaju hostilne ili nasilne međusobno. Ovo proizilazi iz toga što je često lakše usmeriti mržnju prema drugim ugroženim grupama kao i iz internalizovane homofobije i mizoginije. U slučaju lezbijskih odnosa ovo se javlja u formi nasilja među intimnim partnerima.
U nekim slučajevima, lezbijska zajednica može odbaciti slučajeve partnerskog nasija u lezbijskim odnosima ili sramotiti žrtve nasilja. Ovo doprinosi niskom samopoštovanju, osećaju bespomoćnosti, osporavanju pripadnosti zajednici i otežanosti bivanja u posvećenim odnosima sa poverenjem. Takođe, ove žene se plaše da bi mogle trpeti izolovanost, rizikovati da izgube posao, dom ili porodicu kao posledicu homofobije i internalizovane homofobije. Žena koja zlostavlja svoju žensku partnerku može koristiti homofobnu kontrolu kao metod psihološkog zlostavljanja, što dodatno izoluje žrtvu. Na primer, zlostavljač može da autuje svoju partneru bez njene dozvole, otkrivajući njenu seksualnu orijentaciju porodici, poslodavcima, stanodavcima, kao i u slučajevima parnica za starateljstvom nad detetom. Ovo prouzrokuje da lezbijke često doživljavaju življenje u "drugom ormaru" odnosno da moraju pored svoje seksualnosti da kriju i svoje iskustvo sa partnerskim nasiljem. Ovi homofobni koreni takođe se integrišu u načine na koje lezbijke odgajaju svoju decu.

### Dosadašnja iskustva sa partnerskim nasiljem i zlostavljanjem
Mnoge lezbijke koje počinjavaju ili trpe nasilje iskusile su porodično ili seksualno nasilje u prošlosti, često u okvirima porodica ili kao deca, uključujući tučenje, incest, seksualno ili verbalno zlostavljanje. U slučajevima rasta u okolnostima gde je nasilje "normalizovano", počinioci često ne uviđaju da nasilje čini problem u odnosu što se opet može dalje preneti na decu koju odgajaju.

### Moć i kontrola
Nasilje se najčešće koristi kao taktika postizanja interpersonalne moći ili kontrole nad svojim partnerom. Takođe, percepirani gubitak moći ili kontrole može dovesti do povišenog nasilja unutar odnosa. Otuđenost i izolacija nametnuta od strane spoljašnjih opresija mogu dati osećaj gubitka kontrole i potrebu da se ona povrati što postaje centralna briga lezbijke u odnosu.  Međutim ukoliko ona ostane klozetovana ona biva prisiljena da se nosi sa stresom nasilja kako bi očuvala tajnost svog identiteta.

### Faktori zavisnosti i samopoštovanja
Zavisnost u lezbijskim odnosima je takođe rezultat žensko-specifične socijalizacije. Pošto su žene označene kao kooperativne u suživotu, one često nailaze na poteškoće u balansiranju društvenog života i bivanja nasamo. Jedna studija ukazuje da lezbijke češće biraju da provode slobodno vreme kući nego što to čine homoseksualni muškarci. U lezbijskim odnosima partnerke često imaju problem s tim da provode vreme odvojeno jer imaju izraženiju potrebu da se brinu jedna o drugoj. Takođe, žene se pokazuju sklonijim da pretpostave da će vreme razdvojeno od partnera učiniti te partnere uznemirenim ili ljutima.  
Lezbijke koje prijavljuju frekventnije nasilne taktike u konfliktima takođe izveštavaju niže nivoe samopoštovanja na testovima karakternih osobina.

## Brisanje iskustva homoseksualnog partnerskog nasilja u sigurnim kućama
Skloništa za žrtve nasilja obezbiđuju heterocentrične usluge ženama koje su žrtve nasilja, što dalje izoluje lezbijke koje trpe nasilje i briše postojanje porodičnog nasilja u lezbijskim odnosima. Počiniteljem nasilja se često smatra samo muškarac, dok se za žrtvu podrazumeva da je heteroseksualna. Ove usluge se mogu poboljšati tako što će se ustanove označavati kao gej frendli, obezbiđujući treninge za osoblje u skloništima, vodeći računa o heteroseksističkoj terminologiji i pružajući prilike lezbijkama da zauzmu vodeće pozicije u ovakvim poduhvatimа.